# Erich Burchardt
Paul Erich August Burchardt (* 21. Oktober 1867 in Erfurt; † 3. Januar 1948 in Gotha) war ein deutscher Lehrer und Politiker (DNVP).

## Leben
Burchardt war evangelisch-lutherischer Konfession. Nach dem Abitur 1888 am Pädagogium des Klosters Unser Lieben Frauen in Magdeburg studierte er bis 1892 Philologie und Geschichte an der Universität Halle. 1894 legte er die Staatsprüfung für die Befähigung zum Unterricht in Deutsch, Geschichte, Religion und Geographie ab und 1896 erhielt er die Befähigung zur Anstellung an höheren Schulen. Er wurde 1896 wissenschaftlicher Hilfslehrer in Halle (Saale) und war von 1897 bis Anfang der 1920er Jahre Gymnasiallehrer am Fürstlichen Gymnasium in Greiz, ab 1920 als Studienrat. Im Oktober 1924 wurde er als Oberstudienrat Leiter der (Arnoldi-) Oberrealschule in Gotha. Die Schulleitung hatte er bis zu seinem Eintritt in den Ruhestand im April 1933 inne. 1925 wurde er zum Studiendirektor, 1927 zum Oberstudiendirektor befördert.
Nach der Novemberrevolution schloss Burchardt sich der DNVP an. 1920 wurde er für seine Partei und den Wahlkreis Reuß in den Thüringer Landtag gewählt, dem er bis 1923 angehörte.